# Mónika Bartos
Dans le nom hongrois Bartos Mónika, le nom de famille précède le prénom, mais cet article utilise l’ordre habituel en français Mónika Bartos, où le prénom précède le nom.
 (novembre 2017).
Si vous disposez d'ouvrages ou d'articles de référence ou si vous connaissez des sites web de qualité traitant du thème abordé ici, merci de compléter l'article en donnant les références utiles à sa vérifiabilité et en les liant à la section « Notes et références ».
Mónika Bartos, née le 24 décembre 1975 à Budapest, est une personnalité politique hongroise, députée à l'Assemblée hongroise, membre du groupe Fidesz-KDNP.